# Речная гидрология
Речная гидрология или потамоло́гия (от др.-греч. ποταμός — река, λόγος — учение; буквально «наука о реках») — один из крупнейших разделов гидрологии суши. Предмет изучения — гидрологические процессы рек, морфометрия речных бассейнов, строение речных сетей; русловые процессы, режим устьевых областей рек; испарение и инфильтрация воды в речном бассейне; водный, термический, ледовый режим рек; режим наносов; источники и виды питания рек, различные химические и физические процессы в реках.
Синоним: гидрология рек.